# ریکاردو هاسمن
ریکاردو هاسمن (انگلیسی: Ricardo Hausmann؛ زادهٔ ۱۹۵۶ (۶۸–۶۹ سال)) اقتصاددان، کارمند بانک، و استاد دانشگاه اهل ونزوئلا است.